# François Bonvin
François Bonvin (22 de novembro de 1817 – 19 de dezembro de 1887) foi um pintor francês do realismo.

## Galeria

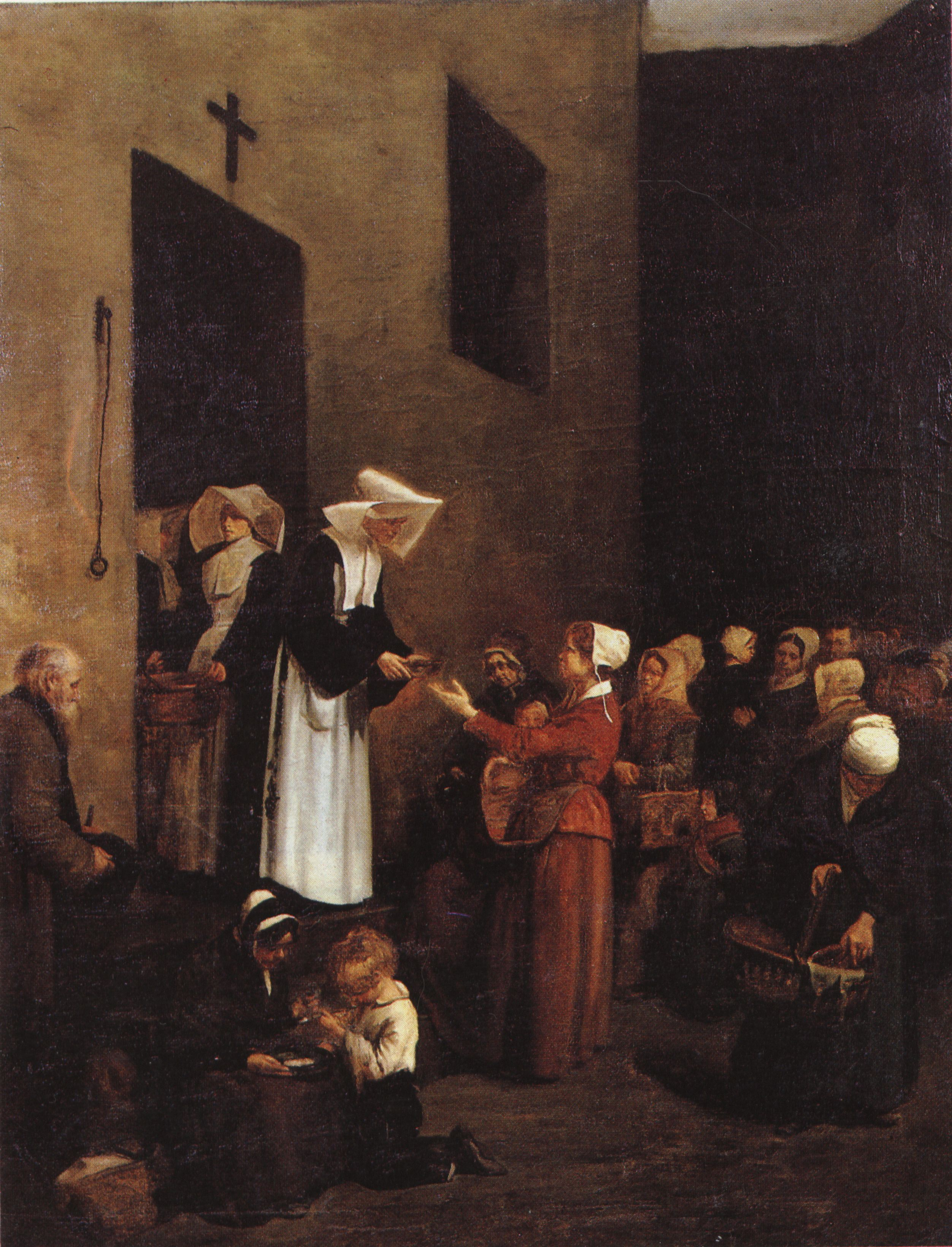
Caridade, 1851
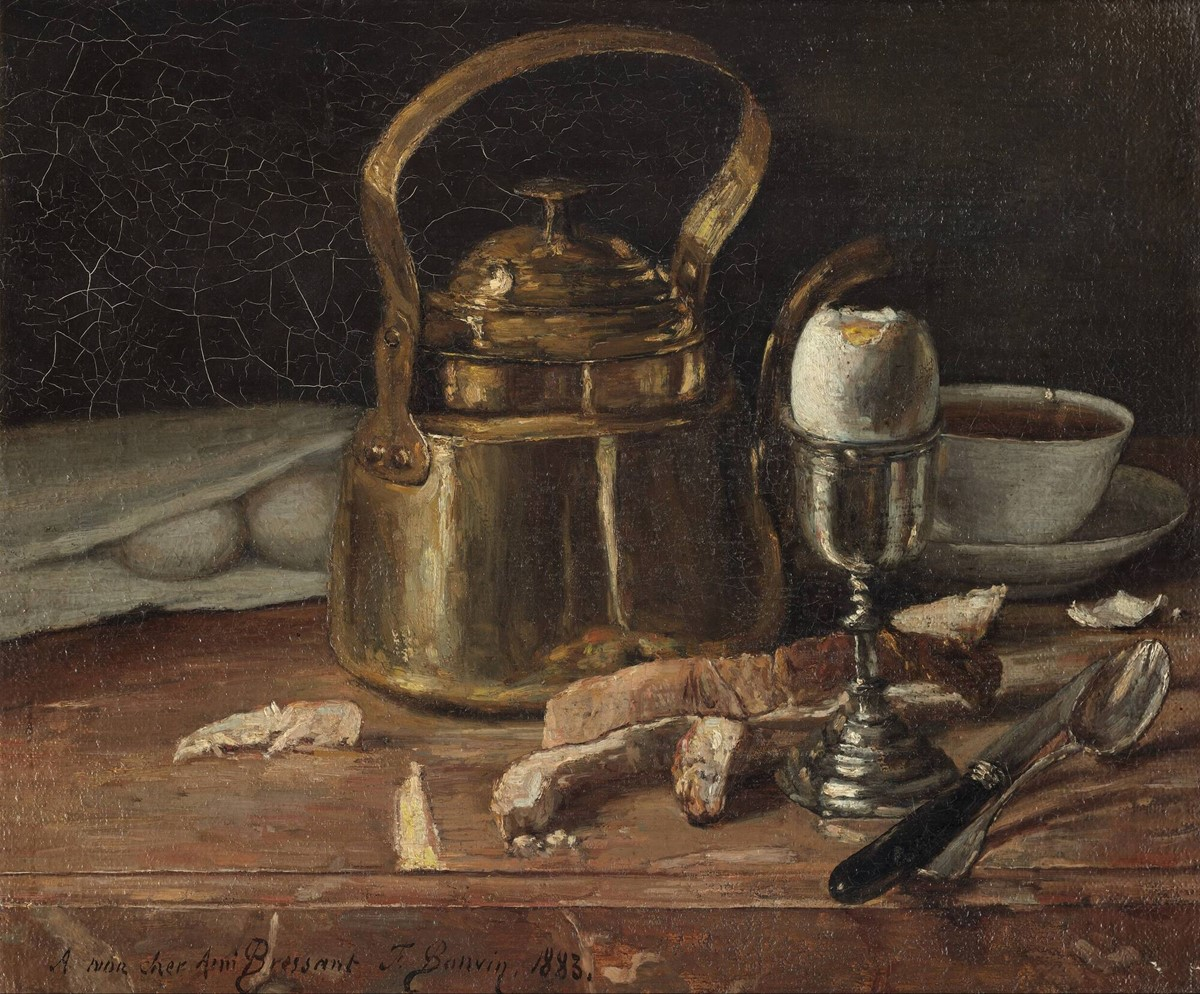
Natureza morta, 1883, Museu Boijmans Van Beuningen
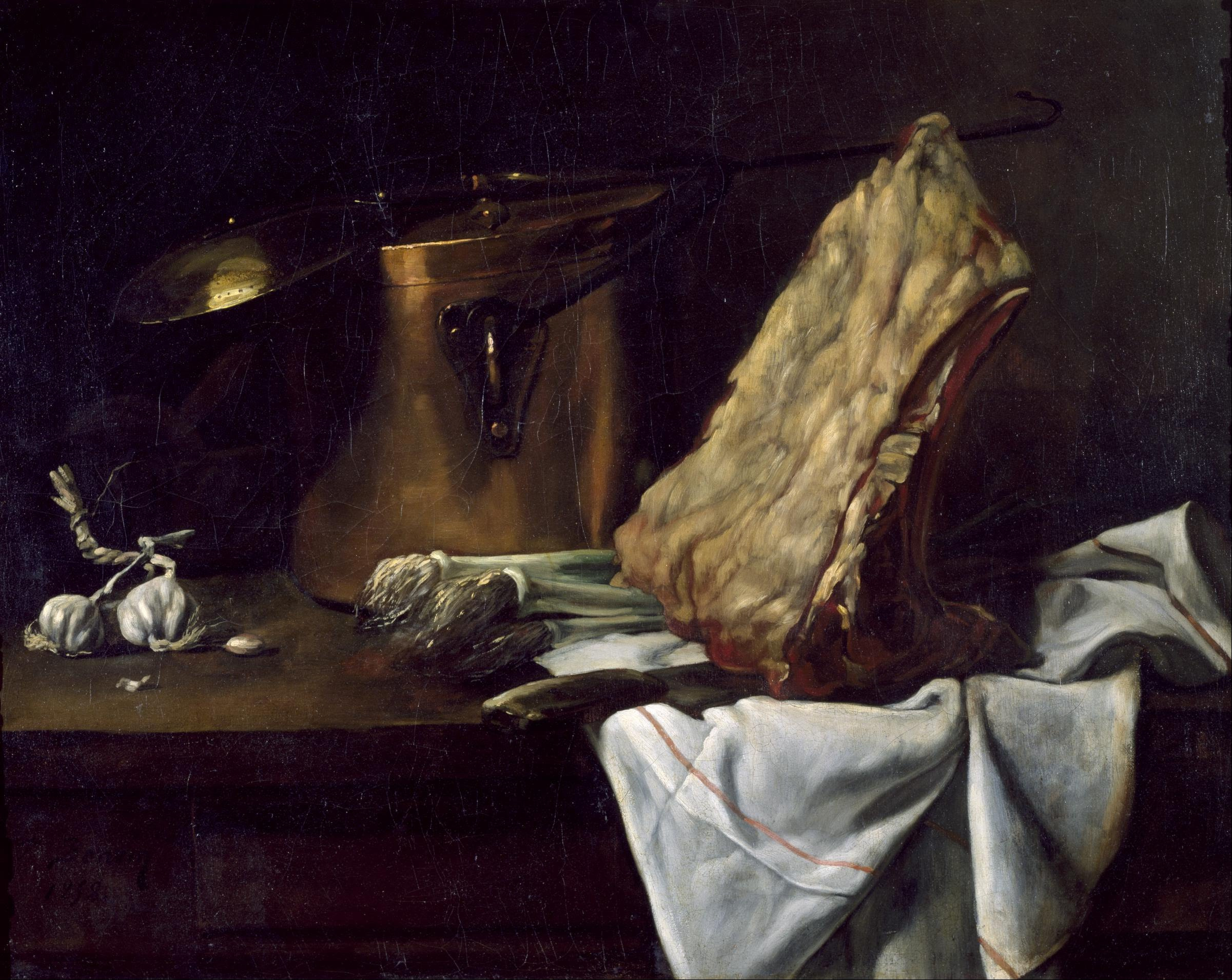
Natureza morta, 1858
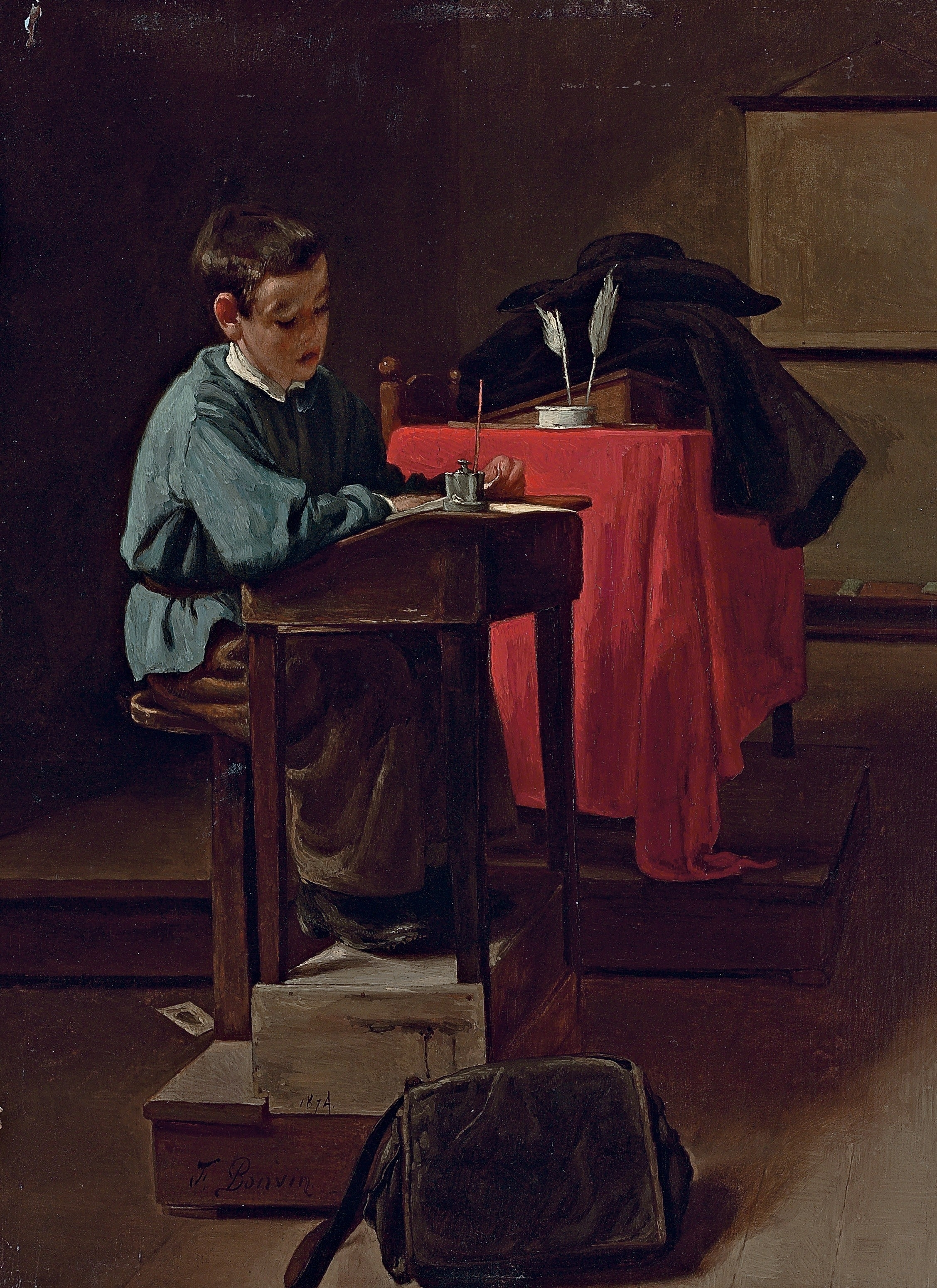
O estudante, 1874
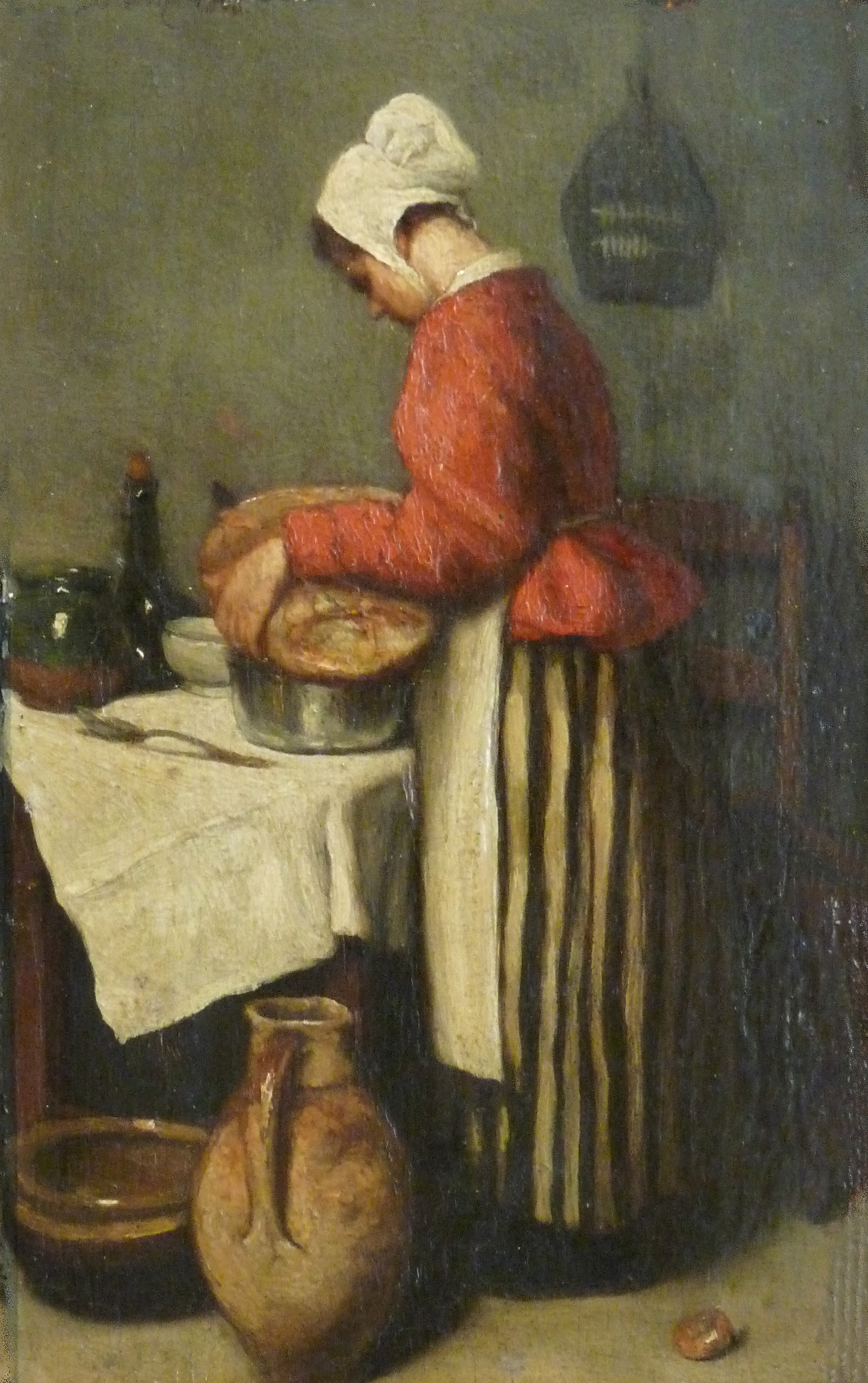
A cozinheira de sopa, c. 1886, Museu de Belas-Artes de Mulhouse